# Марк Ронсон
Марк Даниел Ронсон (енгл. Mark Daniel Ronson; Лондон, 4. септембар 1975) британско-амерички је ди-џеј, текстописац, продуцент плоча и извршни директор. Најпознатији је по сарадњи са уметницима као што су Дјуран Дјуран, Ејми Вајнхаус, Адел, Лејди Гага, Лили Ален, Роби Вилијамс, Мајли Сајрус и Бруно Марс.

## Биографија
Рођен је у Нотинг Хилу, у породици Лоренса Ронсона, тадашњег музичког менаџера и издавача и у некада једној од најбогатијих британских породица. Он је нећак бизнисмена Џералда Ронсона. Његови јеврејски преци Ашкенази емигрирали су из Аустрије, Литваније и Русије. Одрастао је у конзервативном јеврејском дому.
Преко мајке је у даљим сродствима са британским конзервативним политичарима сер Малколмом Рифкиндом и Леоном Британом  и Оскаром Дојчом.

Док је похађао Универзитет у Њујорку, Ронсон је постао редован у ноћном животу хип хопа у центру града. Постао је познат као ди-џеј на њујоршкој клупској сцени до 1993. године. Привукао је широку публику спајањем фанка, хип-хопа и рокенрола на своје сет-листе и пуштањем песама које су биле популарне и у Сједињеним Државама и у Уједињеном Краљевству. Убрзо је постао популаран и тражен ДЈ у Њујорку, често резервисан за догађаје високог профила и приватне забаве. Године 1999, Ронсон је представљен у реклами која је носила Томи Хилфигер тексас у студију за снимање за рекламну кампању за компанију.
Марк је направио скок од ди-џеја до продуцента након што је менаџер Нике Косте, Доминикуе Трениер, чуо један од његових сетова и представио музичарима. Ронсон је продуцирао Костину песму „Everybody Got Their Something“, а Ронсон је убрзо потписао уговор са Електра Рекордс.
Ронсонов деби албум Here Comes the Fuzz објављен је 2003. године. Упркос лошој почетној продаји, критичари су га генерално добро прихватили. Осим што је писао песме на албуму, Ронсон је креирао ритмове, свирао гитару, клавијатуре и бас. Две недеље након што је објавио албум, Електра Рекордс га је одбацила.
Године 2004, Ронсон је основао сопствену издавачку кућу Алидо Рекордс заједно са својим дугогодишњим менаџером Ричом Клајманом.
Ронсон је 2. априла 2007. објавио обраду песме Смитса „Stop Me If You Think You've Heard This One Before“, са певачем Данијелом Мериведером. Достигао је 2. место на британским листама синглова, дајући Ронсону његов најпродаванији сингл до песме "Uptown Funk" из 2014. године.
У јуну 2007. године, Ронсон је потписао уговор са хип хоп уметником Вејлом за Алидо Рекордс. Крајем 2007. фокусирао се на продукцију, радећи са Данијелом Мериведером на његовом деби албуму и поново снимајући са Ејми Вајнхаус и Робијем Вилијамсом.
У децембру 2007. године, Ронсон је добио своју прву номинацију за Греми награду, за 'Продуцента године'. Ронсонов рад са Ејми Вајнхаус такође је добио значајна признања, добивши 6 номинација. Ронсон је освојио три Гремија: 'Продуцент године', као и 'Најбољи поп вокални албум' и 'Плочу године' (од којих је последње две поделио са Ејми Вајнхаус) почетком фебруара 2008. године.
Ронсон је најавио путем Твитера, нови сингл са свог предстојећег албума, који ће бити објављен 10. новембра 2014. године. Сингл, "Uptown Funk", укључује Бруна Марса на вокалу. Сингл је достигао прво место на листи синглова у Великој Британији и САД, а такође је постао и најстримованија песма свих времена у једној недељи у Великој Британији. У фебруару 2015. године песма је освојила Ронсону Брит награду за британски сингл године. Од новембра 2021. музички спот за песму на Јутјубу је имао преко 4,3 милијарди прегледа.
Године 2015, Ронсон је глумио у документарном филму Ејми о својој покојној пријатељици Ејми Вајнхаус. Његов глас се појављује у филму где говори о својој каријери и односи са Ејми, а ту су и снимци Ронсона са снимања сингла „Back to Black“ из марта 2006. године. Ронсон је 16. октобра 2015. постао покровитељ Фондације Ејми Вајнхаус. У јануару 2016. Ронсон је номинован за две Брит награде; најбољи британски мушки соло извођач и британски продуцент године.
На додели Греми награда 2016. године Ронсон је освојио две награде за "Uptown Funk", укључујући и плочу године (Record of the Year).
У мају 2018. откривено је да Ронсон ради са Мајли Сајрус у студију. Њихова прва сарадња "Nothing Breaks Like a Heart" објављена је у новембру 2018. године. Ронсон је такође заједно са својим сарадницима Лејди Гагом, Ендруом Вајатом и Ентонијем Росомандом написао песму "Shallow" за филм Звезда је рођена. Песма је донела Ронсону Оскара и Златни глобус за најбољу оригиналну песму, као и две номинације за Греми, освојивши награду Греми за најбољу песму написану за визуелне медије.

## Дискографија
- Here Comes the Fuzz (2003)
- Version (2007)
- Record Collection (with The Business Intl) (2010)
- Uptown Special (2015)
- Late Night Feelings (2019)

## Филмографија
- Zoolander (2001) – Himself
- Amy (2015) – Himself
- Gaga: Five Foot Two (2017) – Himself
- Spies in Disguise (2019) – Agency Control Room Technician (cameo)